# Imphy
Imphy é uma comuna francesa na região administrativa de Borgonha-Franco-Condado, no departamento Nièvre. Estende-se por uma área de 16,65 km². Em 2010 a comuna tinha 3 311 habitantes (densidade: 198,9 hab./km²).